# Pragozd Trdinov vrh
Pragozd Trdinov vrh leži pod Trdinovim vrhom na Gorjancih na nadmorski višini 995 do 1165 m. To je bukov pragozd, ki ga oblikuje čisti bukovi sestoj z raznodobno stopničasto zgradbo.  
Lesna zaloga v tem pragozdu, ki meri 23,16 hektarov je dobrih 600 m3/ha, ta zaloga pa ni visoka, saj lahko v gospodarskem gozdu najdemo tudi višjo.

## Naravni rezervat
Življenje pragozda je prepuščeno le naravnemu razvoju, zato so tudi številna razpadajoča drevesa sestavni del ekosistema. Pomembna so s stališča zadrževanja vode, nudijo pa tudi dom številnim mikroorganizmom, glivam in pticam. Opisani pragozd predstavlja redko in dragoceno dediščino in je zavarovan kot naravni rezervat (odlok: Uradni list RS, št. 38/92). 

## Rastlinstvo
Prevladujoči bukvi so posamezno primešani gorski javor, v zgornjem delu pragozda, ostrolistni javor in zelo redko jerebika. Ob spodnjem robu pragozda, kjer prevladuje gozdna združba bukve s kresničevjem, na previsu s Pendirjevko raste tudi mokovec. Za pragozd je značilen velik delež drevesnih orjakov, ki imajo v premeru več kot meter in so visoki do 40 metrov. Imajo široko razprostranjene krošnje, značilne šele za pozno rodno fazo, ki jo v gospodarskem gozdu dočaka le malo dreves.